# Diamond (Birmingham)
Diamond is een Brits historisch merk van motorfietsen.
De bedrijfsnaam was: Diamond Motor Cycles, Birmingham.
Diamond Motor Cycles presenteerde in 1969 een licht motorfietsje met een 123cc-Sachs-tweetaktmotor, maar het kwam niet tot een grote serieproductie en het merk verdween al snel van de markt. 
Er waren meer merken met de naam Diamond: zie Diamond (Luik) en Diamond (Wolverhampton).